# Camus (téléfilm)
Pour les articles homonymes, voir Camus.
Camus est un téléfilm français réalisé par Laurent Jaoui en 2009 et diffusé le 6 janvier 2010 sur France 2, retraçant les dix dernières années de la vie d'Albert Camus.

Laurent Jaoui s'est appuyé sur la biographie de Albert Camus écrite par Olivier Todd : « J'ai beaucoup lu et vraiment découvert Camus à travers le livre d'Olivier Todd, Albert Camus, une vie, dont nous nous sommes inspiré pour notre scénario. »

## Synopsis
Lors du réveillon 1959, Albert Camus écrit à sa mère pour la convaincre de quitter l'Algérie et le rejoindre en France. Il revoit des épisodes de son enfance et surtout les dix dernières années de sa vie, les amours de sa vie, sa rupture avec Sartre, son prix Nobel.
Il meurt 4 jours plus tard dans un accident de la route.

## Fiche technique
- Réalisateur : Laurent Jaoui
- Scénario : Philippe Madral, Laurent Jaoui, Quentin Raspail d'après Albert Camus, une vie d'Olivier Todd
- Musique : François Staal
- Date de diffusion : 6 janvier 2010 sur France 2
- Durée : 105 minutes.

## Distribution
- Stéphane Freiss : Albert Camus
- Anouk Grinberg : Francine Camus
- Agathe Dronne : Jeannine Gallimard
- Guillaume de Tonquédec : Michel Gallimard
- Florie Auclerc : Anouchka Gallimard
- Juliette Pioli : Catherine Camus, 14 ans
- Augustin Lepinay : Jean Camus, 14 ans
- Chantal Mutel : Fernande
- Isabelle Rougerie : Christiane
- Camille de Sablet : Maria Casarès
- Clémence Thioly : la comédienne
- Gaëlle Bona : La Danoise
- Mermoz Melchior : Albert Camus, 12 ans
- Betty Krestinsky : la mère âgée
- Andra Trambouze : la mère jeune
- Edmonde Franchi : la grand-mère Camus
- Lionel Mazari : Journaliste